# Зингер, Айзек

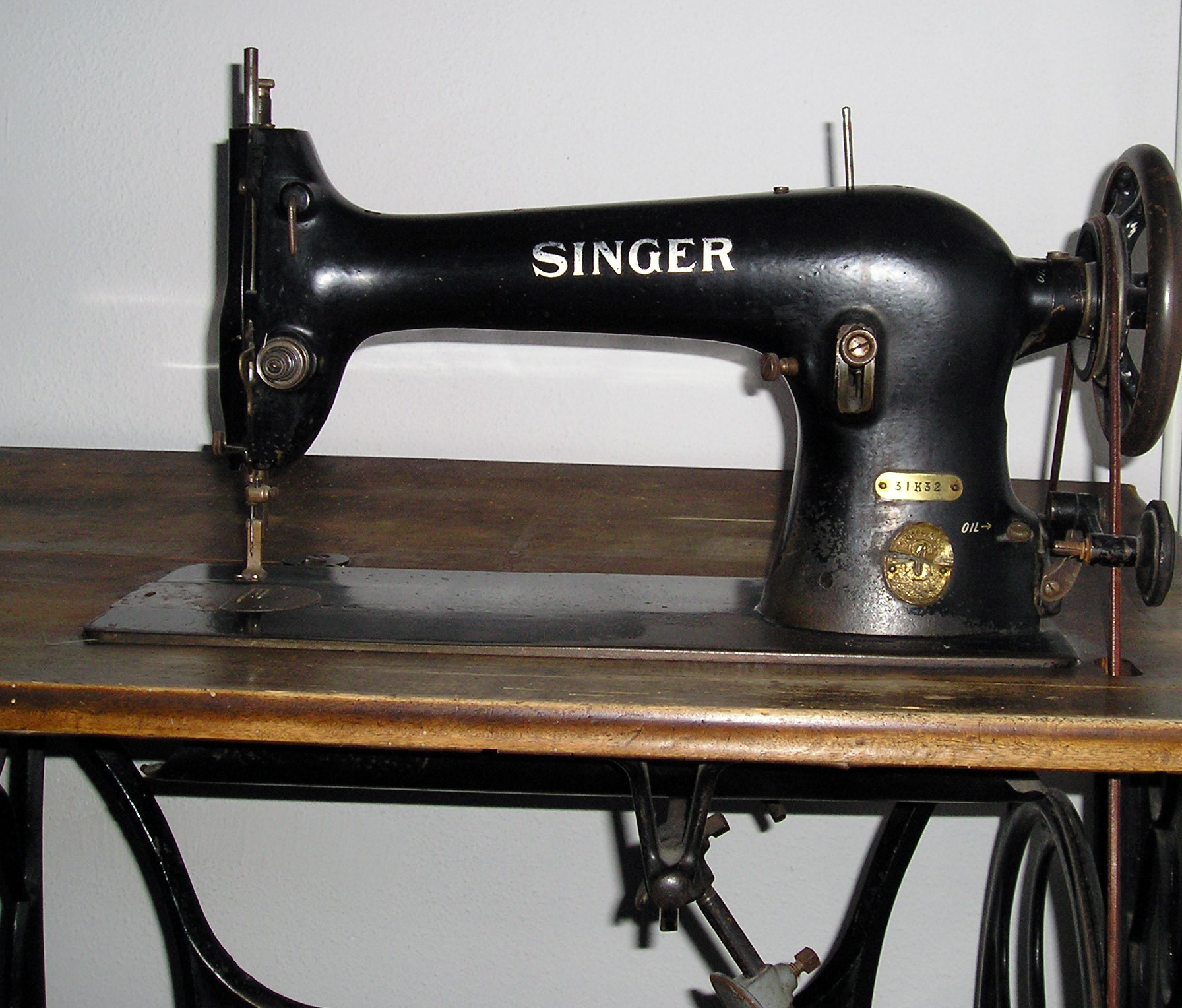
Швейная машина фабрики Зингера

А́йзек или Исаа́к Ме́ррит Зи́нгер (англ. Isaac Merritt Singer, 27 октября 1811, Питтстаун, США — 23 июля 1875, Пейнтон, Англия) — американский изобретатель и промышленник. Внёс существенный вклад в усовершенствование конструкции швейной машины и основал компанию «Зингер».

## Биография

### Ранние годы
Зингер родился в Питтстауне (штат Нью-Йорк) 27 октября 1811 года. Он был последним ребёнком Адама Зингера (при рождении Рейзингер) и его жены Рут Бенсон. Про родителей Исаака, известно мало; основываясь на его фамилии, некоторые полагают его еврейским или венгерским иммигрантом из Германии, возможно из Пфальца. Рут Бенсон была или первой, или второй (после Элизабет Гордон) женой Адама. Монтажник Адам Рейзингер эмигрировал вместе с отцом, Ионой Валентином и Рут Бенсон в Америку в 1803 году. У них было 8 детей: трое сыновей и пять дочерей, старшую из которых звали Элизабет. Когда Исааку было 10 лет, его родители развелись. Адам Зингер женился повторно и переехал в Ганнибал, округ Осуиго, штат Нью-Йорк. Исаак не ладил с мачехой. Одним из первых источников его дохода была игра в театре. Он даже называл себя лучшим Ричардом своего времени, однако один из театральных критиков писал, что его игра была довольно плохой. В 12-летнем возрасте убежал из дома, впоследствии переехал жить к старшему брату в Рочестер.

### Первые изобретения
В 1839 году Зингер получил свой первый патент на машину для бурения породы, продал его за 2000 долларов компании «Каналостроительная компания Ай и Эм». Это было больше денег, чем он получал когда-либо раньше, и в условиях финансового успеха он решил вернуться к своей карьере в качестве актёра. Он отправился в турне, сформировав труппу, известную как «Игроки Мерритт», и появлялся на сцене под названием «Исаак Меррит», с Мэри-Энн также появлялся на сцене, называя себя миссис Мерритт. Тур продолжался около пяти лет.

## Конструирование швейной машины

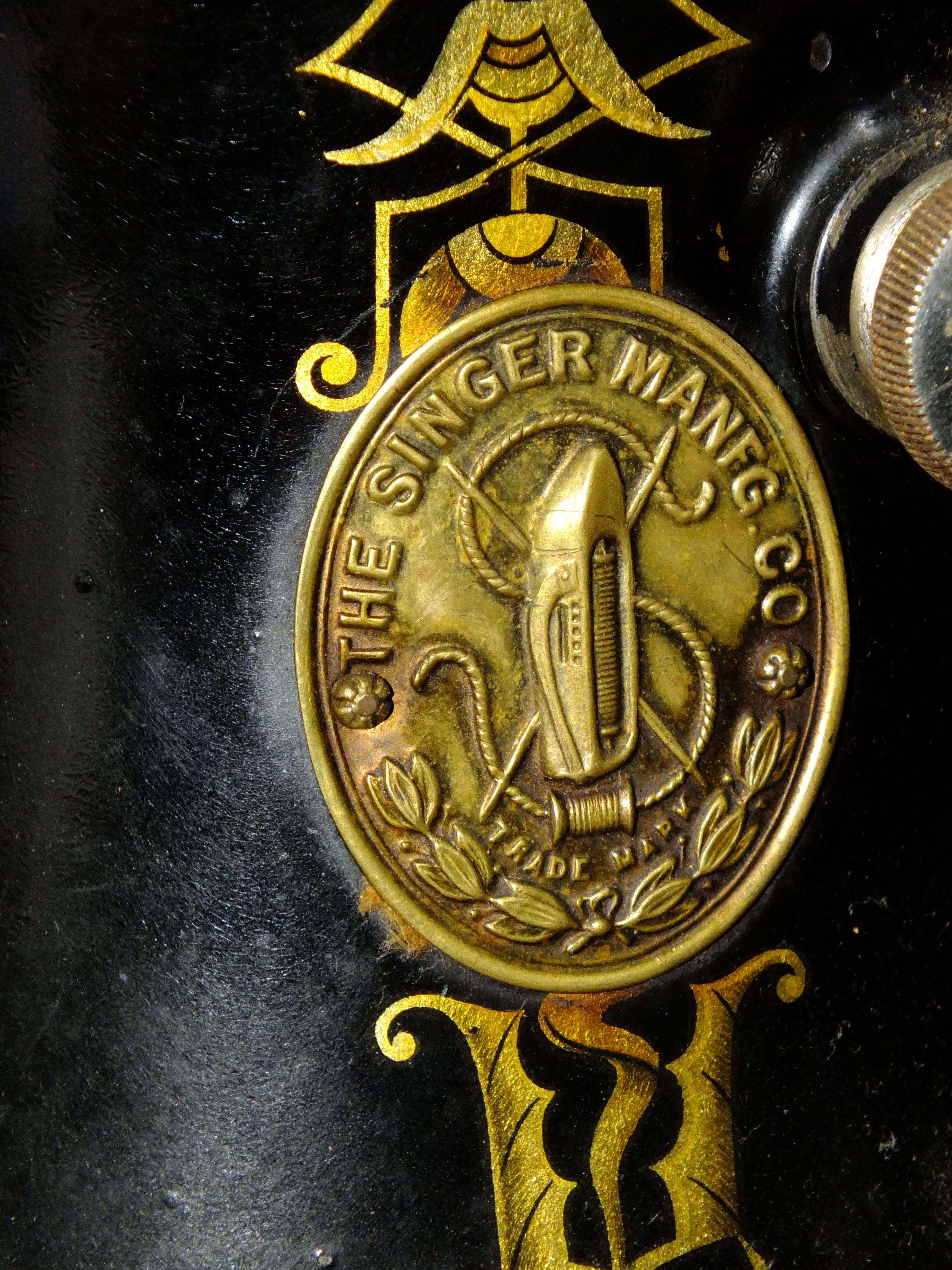
Логотип «Зингер» на швейной машине

Зингер не изобретал швейной машины и никогда не утверждал, что сделал это. К 1850 году, когда появилась его первая швейная машина, уже существовал ряд моделей. Зингер потратил на преодоление имевшихся у этих моделей конструктивных недостатков 10 дней, которые «потрясли мир» и сделали изобретателя богачом. Зингер расположил челнок горизонтально (благодаря этому нить перестала запутываться); предложил столик-доску для ткани и ножку-держатель иглы (это позволило делать непрерывный шов); снабдил машину ножной педалью для привода (возможность работать с тканью двумя руками). Эти три нововведения стали базовой схемой швейной машины на долгие годы. Они защищены огромным пакетом патентов, насчитывающим несколько тысяч охранных документов. Первый экземпляр «Зингера» был продан за сто долларов. Это был едва ли не первый случай в истории, когда первый образец изделия не только окупил все затраты на предварительные разработки, но и принёс прибыль.

### И. M. Зингер и Ко.
Основана в 1851 году Исааком Мерритом Зингером и его компаньоном Уильямом Кларком, как I.M. Singer & Co. В 1865 году переименована в Singer Manufacturing Company, а в 1963 — в The Singer Company.
В 1856 году производители Зингер, Гровер и Бейкер, Уилер и Уилсон, все обвиняя других в нарушении патентных прав, встретились в Олбани, штат Нью-Йорк. Орландо B. Поттер, адвокат и президент компании «Гровер и Бейкер», предложил не подавать в суд на взыскание прибыли, а объединить свои патенты. Это был первый патентный пул, процесс, который позволяет получать сложные машины без образования юридического сражения за патентные права.
«И. M. Зингер и Ко.» стала обеспечивать оборудованием не только домохозяек, но и швейные фабрики. Машины стали продаваться в рассрочку. К 1863 году продажи выросли до 20 тыс. машин в год. Производство было налажено на нескольких специально отстроенных заводах. Было организовано конвейерное производство, что позволило значительно снизить стоимость продукции — к 1858 году машинка обходилась покупателю всего в 10 долларов.
Корпорация положила начало франчайзингу, когда в середине XIX века стала заключать с дистрибьюторами товара (швейных машинок) письменный договор на передачу франшизы, которым передавалось право на продажу и ремонт швейных машинок на определённой территории США. Кроме того, была внедрена система постпродажного сервиса. Потребитель мог отдать свою машинку в ремонт местному дистрибьютору или сам заказать запчасти у производителя по почтовому каталогу.
Исаак Зингер назначил первого наёмного президента — Инсли Хоппера. В 1867 году компания открыла свой первый завод за пределами Америки — в шотландском Глазго.
В 1902 году в Подольске заработал завод, выпускавший машины с русифицированным логотипом «Зингеръ» (надпись «Поставщик Двора Его Императорского Величества»). Эти машины широко расходились по России и экспортировались в Турцию и на Балканы, в Персию, Японию и Китай. К началу Первой мировой войны завод ежегодно выпускал 600 тысяч машинок. Их продавали напрямую в 3000 фирменных магазинов, а также по системе «товар почтой».
Зингер любил повторять: «Для меня изобретение не стоит и ломаного гроша. Гроши — вот что меня интересует». Стремительный взлёт компании обеспечили находки в сфере маркетинга.
Первоначально основное производство было сосредоточено в штате Нью-Йорк, но в настоящее время находится в основном в Теннесси (в Ла-Верне в 30 км от Нэшвилла).
Штаб-квартира компании с 1908 года располагалась в городе Нью-Йорк, в специально построенном небоскрёбе Зингер-Билдинг (англ. Singer Building, высота — 187 м, 47 этажей), который был снесён в 1968 году.
Сейчас Singer Corporation — производитель космической и военной техники, а также швейных машин, электроприборов, двигателей, мебели и другой продукции.

### Личная жизнь
В 1830 году Зингер женился на Кэтрин Марии Хейли. В браке родилось двое детей. Однако уже в 1836 году он завязал отношения с Мэри Энн Спонслер, которая родила ему 10 детей, и с рождением первого сына в 1837 году его отношения с законной женой фактически прекратились. Финансовый успех дал Зингеру возможность купить особняк на Пятой авеню, в который он перевёз свою вторую семью. 1860 году Зингер, обвинив жену в измене, официально развёлся. Отношения с Мэри Энн прекратились в 1862 году после того, как та застала его в экипаже с Мэри Мак-Гониал. К этому моменту Мак-Гониал родила Зингеру пятерых детей. По требованию Спонслер, Зингер был арестован по обвинению в двоежёнстве, но вышел под залог и сбежал в Лондон вместе с Мэри Мак-Гониал. В действительности у Зингера была ещё одна семья: Мэри Иствуд Уотерс из Нижнего Манхэттена родила ему дочь. В Лондоне Зингер возобновил отношения с Изабеллой Бойер, с которой встречался в Париже в 1860 году. В 1863 году они поженились, в браке родилось шестеро детей.

### Последние годы в Европе

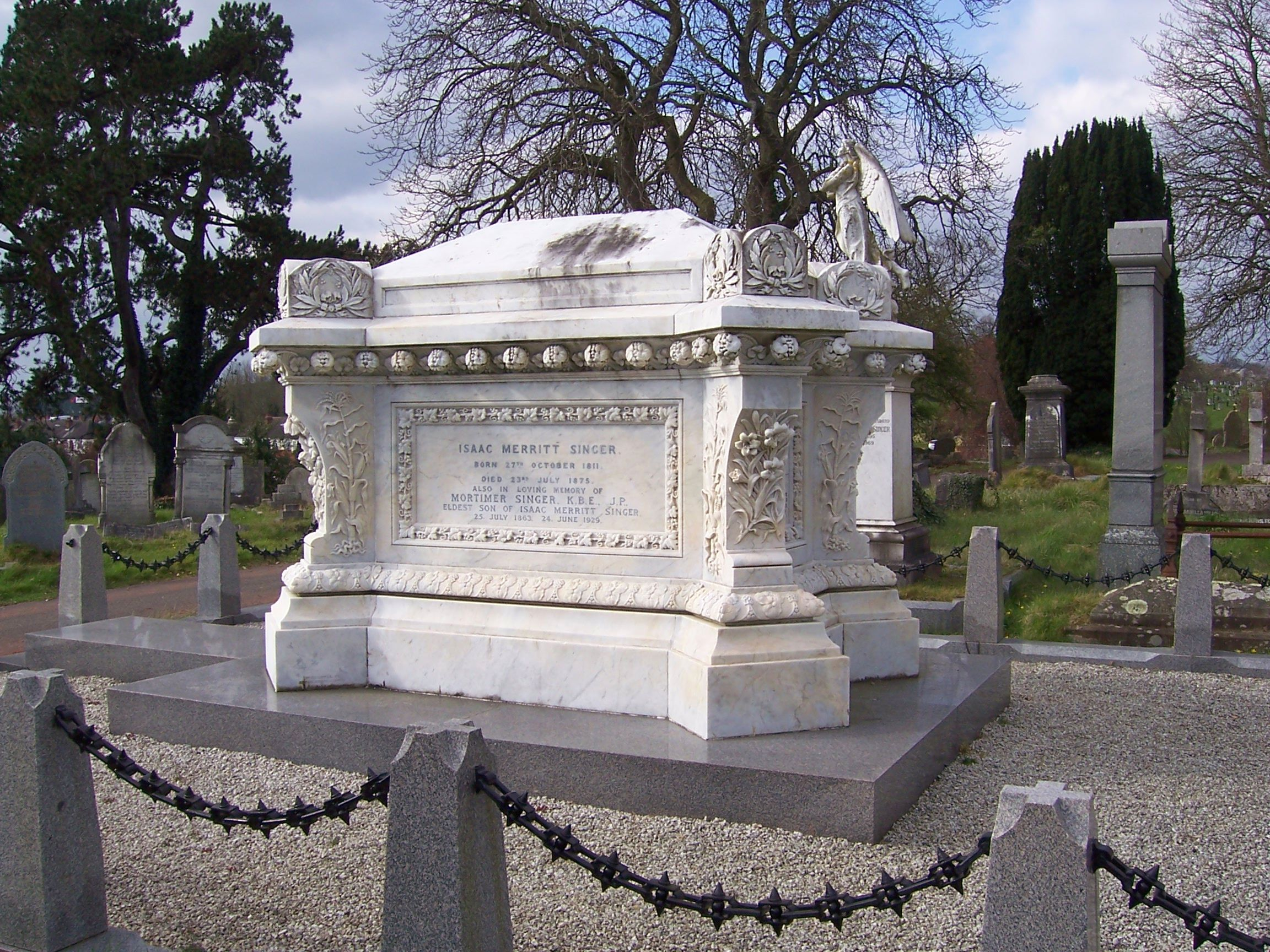
Могила Зингера на кладбище в Торки

В 1863 году «И. М. Зингер и Ко» была закрыта по взаимному согласию, а бизнес продолжен как «Singer Manufacturing Company», позволив реорганизовать финансовые и управленческие функции. Зингер уже не принимал активное участие в повседневном управлении фирмы, но служил членом Совета попечителей (хотя тогда он уже жил в Европе) и являлся одним из основных её акционеров. Относящийся к этому времени портрет бизнесмена кисти Эдварда Харрисона Мэя показывает пресыщенного жизнью и самоуверенного человека.

### Недвижимость и наследство его семьи после его смерти
Зингер оставил в наследство своей семье около 22 млн долларов и две виллы. В конце концов законной вдовой была объявлена Изабелла. Она вышла замуж в 1879 году за голландского музыканта и поселилась в Париже.